# Josef Clemens
Josef Clemens (n. Siegen, Alemania, 20 de junio de 1947) es un obispo católico alemán. Entre 2003 y 2016 fue Secretario del Consejo Pontificio para los Laicos, Obispo de la Diócesis titular de Segerme y miembro del Pontificio Consejo para la Pastoral de los Emigrantes e Itinerantes y del Comité de Presidencia del Pontificio Consejo para la Familia.

## Biografía
Nacido en la ciudad alemana de Siegen en el año 1947. Tras finalizar sus estudios secundarios, entró al seminario donde realizó su formación eclesiástica, siendo ordenado sacerdote de la Diócesis de Paderborn el día 10 de octubre de 1975 por el cardenal Hermann Volk.
Al haber sido ordenado sacerdote, se trasladó a la ciudad de Roma donde se hospedó y estudió en el Collegium Germanicum et Hungaricum. A su vez entró en la Curia Romana como trabajador en la Congregación para la Doctrina de la Fe y desde entonces y durante muchos años fue el secretario personal del cardenal Joseph Aloisius Ratzinger, (futuro papa Benedicto XVI).
En el año 2003 entre los meses de febrero y noviembre, ocupó el cargo de Subsecretario de la Congregación para los Institutos de Vida Consagrada y las Sociedades de Vida Apostólica.
Seguidamente el 25 de noviembre de 2003, el papa Juan Pablo II, lo nombró como nuevo Secretario del Consejo Pontificio para los Laicos y también como Obispo de la Diócesis titular de Segerme, recibiendo la consagración episcopal el 6 de enero de 2004 a manos de Joseph Ratzinger, (Benedicto XVI) y teniendo como co-consagrantes al cardenal Stanisław Ryłko y a Mons. Hans-Josef Becker.
Desde 2004 es miembro del Pontificio Consejo para la Pastoral de los Emigrantes e Itinerantes y también miembro del Comité de Presidencia del Pontificio Consejo para la Familia.
Durante estos años, ha sido uno de los grandes impulsores y colaboradores de la Jornada Mundial de la Juventud 2011 y de Jornada Mundial de la Juventud 2013.

## Condecoraciones
| Distinción                                                                                        | Período | Lugar                         |
| Gran Condecoración de Honor en Oro de la Orden del Mérito de la República de Austria              | 2000    | República de Austria          |
| Gran Cruz de la Orden del Mérito de la República Federal de Alemania                              | 2005    | República Federal de Alemania |
| Gran Condecoración de Honor en Oro con Estrella de la Orden del Mérito de la República de Austria | 2008    | República de Austria          |